# Pistolesa
Pistolesa (Pistolésa in piemontese) è stato un comune italiano sparso della provincia di Biella, in Piemonte.
Il 1º gennaio 1999 venne fuso con il comune di Mosso Santa Maria per dare vita al comune di Mosso, il quale a sua volta è confluito vent'anni dopo con i vicini comuni di Soprana, Trivero e Valle Mosso nel nuovo comune di Valdilana. La sede municipale si trovava nella località di Canova.

## Storia

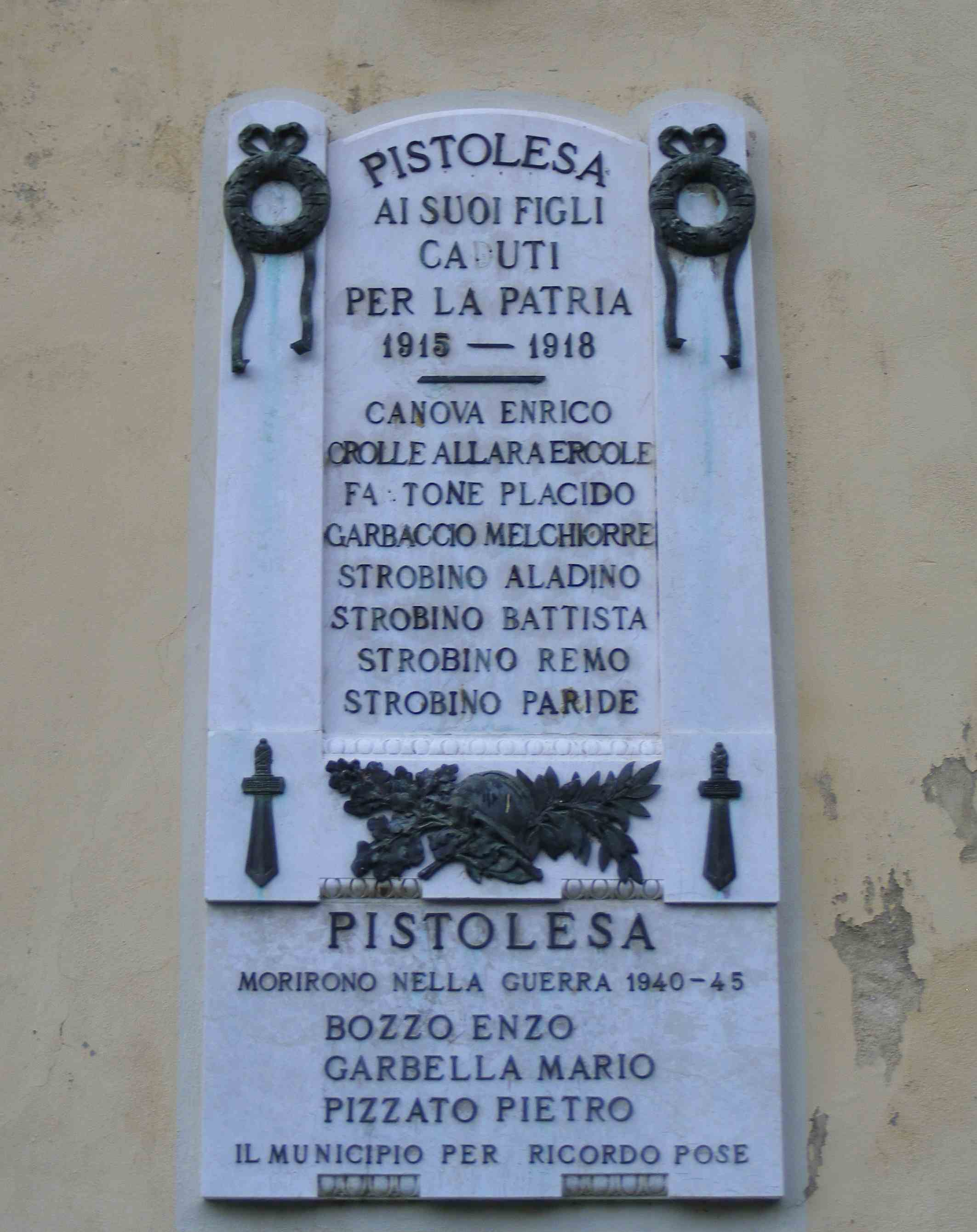
Lapide ai caduti del paese sull'ex-municipio

Il paese fece parte dei possedimenti prima dei conti Ghibaudi di Cuneo e poi degli Alinei di Elva. Nella prima metà dell'Ottocento la sua principale produzione era quella del bestiame di allevamento.
Un tempo era anche denominato Pistolese,
Fino al 1927 apparteneva alla provincia di Novara, poi fino al 1992 faceva parte della provincia di Vercelli, anno in cui venne accorpato alla neocostituita Provincia di Biella.
Il codice ISTAT del comune soppresso era 096045, il codice catastale (valido fino al 1998) era G714 Il comune si estendeva su una superficie di 373 ettari.